# Ernesto Escobedo
Ernesto "Nesto" Escobedo III (født 4. juli 1996 i Los Angeles, Californien, USA) er en professionel tennisspiller fra USA.